# Portret Jana Sixa
Portret Jana Sixa – obraz Rembrandta Harmenszoona van Rijn namalowany w 1654 roku. Prezentowany jest w amsterdamskiej kolekcji Jana Sixa, który był jednym z przyjaciół malarza z Lejdy. Przykład malarstwa portretowego, gdzie Rembrandt eksperymentował fakturę powierzchni obrazu z użyciem impastów.
Na ciemnym tle ukazany został Jan Six odziany w bogaty szlachecki strój. Rembrandt ukazał modela en trois quarts, utrwalił moment ruchu. Six zakłada rękawiczki. Rembrandt malując ten obraz położył nacisk na ukształtowanie powierzchni obrazu. W późnej fazie twórczości artysta podejmuje się eksperymentów nad fakturą. Na dłoniach, rękawicach i cynobrowym płaszczu użył ekspresyjnych pociągnięć pędzla nakładając na powierzchnię gęstą farbę. Używają brunatnych tonacji namalował ozdobioną guzikami i frędzlami togę, która dzięki jednokierunkowym duktom optycznie wysmukla sylwetkę postaci. W sposób zróżnicowany potraktował oba mankiety, zastosował dla każdego z ich odmienną fakturę i kierunki duktów pędzla. Zgoła inaczej artysta namalował twarz postaci, gdzie zanika ekspresyjna maniera i chropowata faktura na rzecz precyzyjnego, analitycznego i subtelnego stylu, charakterystycznego dla rembrandtowskich portretów.
Obraz przedstawia Jana Sixa, który za życia Rembrandta był jednym z największych przyjaciół malarza, ponadto był kolekcjonerem jego dzieł. Jan Six (1618-1700) pochodził z bogatej, szlacheckiej, hugenockiej rodziny, która przybyła pod koniec XVI wieku do stolicy Holandii z Saint Omer (Francja), znanej z handlu suknem i farbowania jedwabiu. Z początku Jan Six działał w tejże branży, by następnie zająć się polityką. W 1691 został burmistrzem Amsterdamu. Był teściem Nicolaesa Tulpa, który poślubił w 1655 Margerithę Six. Jej ojciec był z zamiłowania kolekcjonerem dzieł literackich, głównie poezji Joosta van den Vondela oraz dzieł sztuki, głównie malarstwa włoskiego i niderlandzkiego, a także rzeźby antycznej. Spośród zachowanych dzieł Rembrandta oprócz portretu podarowanego przez jego przyjaciela, Jan Six posiadał Kazanie Jana Chrzciciela (obecnie Gemäldegalerie w Berlinie) oraz wiele grafik, z których kilka Rembrandt zamieścił w tragedii Sixa Medea, ponadto rysunki w Album Amicorun napisanym w 1652.
Kolekcja, w której prezentowany jest portret Jana Sixa znajduje się w domu burmistrza i jego rodziny przy Amstel 218. Budynek należy obecnie do fundacji, którą zarządza Jonkheer Jan Six van Hillegom. Obraz ten był rzadko prezentowany publicznie. Ze względu na niedostępność zbiorów holenderskie Ministerstwo Kultury, Nauki i Edukacji, które wspierało fundację Sixa ubiega się o długotrwałe wypożyczenie portretu Rembrandta, który ma być zaprezentowany w amsterdamskim Rijksmuseum.